# منزل أمير خسرو أفشار
منزل أمير خسرو أفشار (بالفارسية: خانه امیر خسرو افشار) هو منزل تاريخي يعود إلى عصر دولة بهلوية، ويقع في طهران.